# 23 Librae
23 Librae (23 Lib) är en stjärna i stjärnbilden Vågen, och den är därmed synlig från merparten av jordens yta. Med en skenbar magnitud på 6,45, krävs det en mörk himmel och goda synförhållanden för att se stjärnan med blotta ögat. Den har ett planetsystem med två bekräftade exoplaneter.

## Egenskaper
Baserat på parallaxmätningar ligger denna stjärna på ett avstånd av 85 ljusår (26 parsec) från jorden. De spektrala egenskaperna hos 23 Librae identifierar den som spektraltyp G5 V, med luminositetsklassen "V" som indikerar att det är en huvudseriestjärna vars energi generas genom termonukleär fusion av väte vid dess kärna. Denna energi utstrålas från det yttre höljet vid en effektiv temperatur på cirka 5 585 K, vilket ger den den gula nyans som är typisk för typ G-stjärnor. Uppskattningar av 23 Libraes ålder varierar från 8,4 till 11,1 miljarder år, vilket gör den mycket äldre än solen.
23 Librae är något större än solen, med cirka 107 % av solens massa och 125 % av solens radie. Förekomsten av andra grundämnen än väte och helium (metalliciteten) är högre än i solen. Den förefaller ha en långsam rotation med en projicerad rotationshastighet på 2,2 km × s−1.

## Planetsystem
År 1999 tillkännagavs att en exoplanet, 23 Librae b, kretsade kring 23 Librae, och 2009 upptäcktes ytterligare en planet. Undersökning av planetsystemet i infrarött med hjälp av Spitzerteleskopet avslöjade inte någon infrarödexcess, vilket annars skulle kunna förklara förekomsten av en cirkumstellär fragmentskiva av damm.
| Planet (i ordning från stjärnan) | Massa            | Halv storaxel (AE) | Siderisk omloppstid (d) | Excentricitet | Inklination | Radie |
| -------------------------------- | ---------------- | ------------------ | ----------------------- | ------------- | ----------- | ----- |
| b                                | ≥ 1,59 ± 0,02 MJ | 0,81 ± 0,02        | 258,19 ± 0,07           | 0,233 ± 0,002 | —           | —     |
| c                                | ≥ 0,82 ± 0,03 MJ | 5,8 ± 0,5          | 5000 ± 400              | 0,12 ± 0,02   | —           | —     |